# Czechen-Polka
Die Czechen-Polka ist eine Polka von Johann Strauss (Sohn) (op. 13). Das Werk wurde am 21. Juli 1845 im Tanzlokal Zum Sperl in Wien erstmals aufgeführt. 

## Einzelnachweis
1. ↑  Quelle: Englische Version des Booklets (Seite 15) in der 52 CDs umfassenden Gesamtausgabe der Orchesterwerke von Johann Strauß (Sohn), Hrsg. Naxos (Label). Das Werk ist als erster Titel auf der 2. CD zu hören.